# 1460 km
1460 km (ukr. 1460 км, ros. 1460 км) – przystanek kolejowy w pobliżu miejscowości Pikułowice, w rejonie lwowskim, w obwodzie lwowskim, na Ukrainie.